# Nati nel 1949/Agosto
| Questa pagina contiene informazioni ricavate automaticamente dalle voci biografiche con l'ausilio del template Bio e di un bot. L'aggiornamento è periodico e automatico e ricostruisce completamente la pagina. Se manca una persona in questa lista, sei pregato di non aggiungerla, ma accertati piuttosto che la sua voce biografica contenga il template Bio e che i dati anagrafici siano correttamente compilati. Se il template Bio manca, inseriscilo tu stesso o, in alternativa, metti l'avviso {{tmp\|Bio}} che ne segnala la mancanza. Se i dati riportati sono sbagliati, correggi direttamente la voce biografica; le modifiche saranno visibili in questa lista entro pochi giorni. Per chiarimenti vedi il progetto biografie. La lista contiene solo le 263 persone che sono citate nell'enciclopedia e per le quali è stato implementato correttamente il template Bio. Pagina aggiornata al 18 ago 2025. |

- 1º agosto - Lillian Askeland, cantante norvegese
- 1º agosto - Kurmanbek Salieviç Bakiev, politico kirghizo
- 1º agosto - Jim Carroll, poeta, romanziere e musicista statunitense († 2009)
- 1º agosto - Nigel Finch, regista, sceneggiatore e produttore cinematografico britannico († 1995)
- 1º agosto - Bruno Forte, arcivescovo cattolico e teologo italiano
- 1º agosto - Kayoko Fukuoka, ex tennista giapponese
- 1º agosto - Mugur Isărescu, politico e economista rumeno
- 1º agosto - Keto Losaberidze, arciera sovietica († 2022)
- 2 agosto - Roy Andersson, ex calciatore svedese
- 2 agosto - Louis Arpa, ex calciatore maltese
- 2 agosto - Bei Dao, scrittore, poeta e traduttore cinese
- 2 agosto - Bertalan Farkas, cosmonauta ungherese
- 2 agosto - Catherine Gillies, criminale statunitense († 2018)
- 2 agosto - Mario Illien, ingegnere svizzero
- 2 agosto - Luciano Luci, ex arbitro di calcio italiano
- 2 agosto - Charles Roven, produttore cinematografico statunitense
- 2 agosto - Vasyl' Semenjuk, arcivescovo cattolico ucraino
- 2 agosto - Enrico Thiébat, cantautore, cabarettista e scultore italiano († 1992)
- 2 agosto - Claudio Tinaglia, allenatore di calcio e ex calciatore italiano
- 2 agosto - Quarto Trabacchini, politico italiano († 2021)
- 2 agosto - Maria Trabucco, mezzosoprano e contralto italiano († 2025)
- 3 agosto - Bernard Grosfilley, sciatore alpino francese († 2020)
- 3 agosto - Brian McCutcheon, allenatore di hockey su ghiaccio e ex hockeista su ghiaccio canadese
- 3 agosto - Rich Rinaldi, ex cestista statunitense
- 3 agosto - Valerij Vasil'ev, hockeista su ghiaccio sovietico († 2012)
- 4 agosto - Teresio Delfino, politico italiano
- 4 agosto - José Domingo Insfrán, ex calciatore paraguaiano
- 4 agosto - Angelo Orlando, politico italiano
- 4 agosto - John Riggins, ex giocatore di football americano statunitense
- 4 agosto - Luigi Serafini, artista, architetto e designer italiano
- 5 agosto - Rita Cortese, attrice e cantante argentina
- 5 agosto - Fathy El Gharbawy, attore e regista egiziano
- 5 agosto - Valeria Montaldi, giornalista e scrittrice italiana
- 5 agosto - Cristóbal Rodríguez, ex cestista spagnolo
- 5 agosto - José Saldanha Lopes, ammiraglio portoghese
- 5 agosto - Helga Seidler, ex velocista tedesca
- 5 agosto - Rolf Peter Sieferle, storico tedesco († 2016)
- 6 agosto - Jonas Eduardo Américo, ex calciatore brasiliano
- 6 agosto - Mario Lovelli, ex politico italiano
- 6 agosto - Richard Prince, pittore e fotografo statunitense
- 6 agosto - Erich Schaedler, calciatore scozzese († 1985)
- 6 agosto - Clarence Richard Silva, vescovo cattolico statunitense
- 6 agosto - Horst Wohlers, allenatore di calcio e ex calciatore tedesco
- 7 agosto - Jay Cassidy, montatore statunitense
- 7 agosto - Catherine Denguiadé, politica centrafricana
- 7 agosto - Gediz Göl, ex calciatore turco
- 7 agosto - Walid Jumblatt, politico e militare libanese
- 7 agosto - Tim Renwick, chitarrista e compositore britannico
- 8 agosto - Keith Carradine, attore e cantante statunitense
- 8 agosto - Ray Dalio, imprenditore statunitense
- 8 agosto - Rory Hayes, fumettista statunitense († 1983)
- 8 agosto - Roger Legeay, dirigente sportivo e ex ciclista su strada francese
- 8 agosto - Ricardo Londoño, pilota automobilistico colombiano († 2009)
- 8 agosto - Matti ja Teppo, musicista finlandese
- 8 agosto - Bernadette Rauter, ex sciatrice alpina austriaca
- 8 agosto - Antonia Santilli, attrice italiana
- 8 agosto - Brian Sipe, ex giocatore di football americano statunitense
- 8 agosto - Anatolij Zinčenko, ex calciatore sovietico
- 9 agosto - Markus Büchel, vescovo cattolico svizzero
- 9 agosto - Mariella Cavanna Scirea, politica italiana
- 9 agosto - Giorgio Ferigo, scrittore, storico e musicista italiano († 2007)
- 9 agosto - Don Givens, allenatore di calcio e ex calciatore irlandese
- 9 agosto - Jonathan Kellerman, psicologo e scrittore statunitense
- 9 agosto - Glen John Provost, vescovo cattolico statunitense
- 9 agosto - Slavko Ćuruvija, giornalista e editore serbo († 1999)
- 10 agosto - Urs App, storico svizzero
- 10 agosto - Ellen Hart, scrittrice statunitense
- 10 agosto - John Haglelgam, politico micronesiano († 2024)
- 10 agosto - Carlos Palomino, ex pugile e attore messicano
- 10 agosto - Ralph Simpson, ex cestista statunitense
- 11 agosto - Eric Carmen, cantante, musicista e compositore statunitense († 2024)
- 11 agosto - Ian Charleson, attore scozzese († 1990)
- 11 agosto - Pio Chiaruzzi, politico sammarinese
- 11 agosto - Francesco Giavazzi, economista italiano
- 11 agosto - Tim Hutchinson, politico statunitense
- 11 agosto - Diego Leoni, scrittore e storico italiano
- 11 agosto - Bob Penchion, ex giocatore di football americano statunitense
- 11 agosto - Sandro Principe, politico italiano
- 11 agosto - David Rubenstein, imprenditore e avvocato statunitense
- 11 agosto - Drago Rukljač, ex calciatore jugoslavo
- 11 agosto - Bruno de Keyzer, direttore della fotografia francese († 2019)
- 12 agosto - Youhannes Ezzat Zakaria Badir, vescovo cattolico egiziano († 2015)
- 12 agosto - Emanuele Bergamo, ex ciclista su strada italiano
- 12 agosto - Fernando Collor de Mello, ex politico brasiliano
- 12 agosto - Paolo Foti, politico italiano
- 12 agosto - Neji Jouini, ex arbitro di calcio tunisino
- 12 agosto - Mark Knopfler, chitarrista, cantautore e compositore britannico
- 12 agosto - Louis Krages, imprenditore e pilota automobilistico tedesco († 2001)
- 12 agosto - Silvestro Ladu, politico italiano
- 12 agosto - Janet Maslin, giornalista e critica cinematografica statunitense
- 12 agosto - Terry Oldfield, compositore britannico
- 12 agosto - Ann Urquhart, ex giocatrice di curling e dirigente sportiva britannica
- 12 agosto - Barbara Wysoczańska, ex schermitrice polacca
- 13 agosto - Shuzo Awaji, goista giapponese
- 13 agosto - Jim Brunzell, ex wrestler statunitense
- 13 agosto - Bobby Clarke, ex hockeista su ghiaccio canadese
- 13 agosto - Rogelio Farías, calciatore cileno († 1995)
- 13 agosto - Pia Locatelli, politica italiana
- 13 agosto - Patrick Manoukian, scrittore, giornalista e editore francese
- 13 agosto - Tadeusz Mytnik, ex ciclista su strada polacco
- 13 agosto - Claudio Pea, giornalista italiano
- 13 agosto - Philippe Petit, artista francese
- 13 agosto - Pete Visclosky, politico e avvocato statunitense
- 14 agosto - Bob Backlund, ex wrestler statunitense
- 14 agosto - Mariolino Barberis, cantante e musicista italiano
- 14 agosto - Sāmir Fahmī, politico e ingegnere egiziano
- 14 agosto - Rawhi Fattuh, militare e politico palestinese
- 14 agosto - Jeanne Lamon, violinista e direttrice d'orchestra statunitense († 2021)
- 14 agosto - Gerry Mullins, ex giocatore di football americano statunitense
- 14 agosto - Morten Olsen, allenatore di calcio e ex calciatore danese
- 14 agosto - Tina Romero, attrice messicana
- 14 agosto - Rosario Spatola, mafioso e collaboratore di giustizia italiano († 2008)
- 14 agosto - Patrizia Violi, linguista italiana
- 15 agosto - Richard Deacon, scultore britannico
- 15 agosto - Garry Disher, scrittore australiano
- 15 agosto - Glória Maria, giornalista e conduttrice televisiva brasiliana († 2023)
- 15 agosto - Edward McMillan-Scott, politico britannico
- 15 agosto - Richard Russo, scrittore statunitense
- 15 agosto - Ralf Schulenberg, ex calciatore tedesco orientale
- 15 agosto - Phyllis Smith, attrice statunitense
- 15 agosto - Stefko Veličkov, ex calciatore bulgaro
- 16 agosto - Scott Asheton, batterista statunitense († 2014)
- 16 agosto - Klaus Ehl, ex velocista tedesco
- 16 agosto - Barbara Goodson, attrice e doppiatrice statunitense
- 16 agosto - Bob Newton, ex giocatore di football americano statunitense
- 16 agosto - Christos Papadimitriou, informatico greco
- 16 agosto - Susana Villarán, giornalista e politica peruviana
- 17 agosto - Jean-Noël Augert, ex sciatore alpino francese
- 17 agosto - Norm Coleman, politico e avvocato statunitense
- 17 agosto - Julian Fellowes, attore, sceneggiatore e scrittore britannico
- 17 agosto - Mitsunori Fujiguchi, dirigente sportivo e ex calciatore giapponese
- 17 agosto - Giuliano Geleng, pittore italiano († 2020)
- 17 agosto - Sib Hashian, batterista statunitense († 2017)
- 17 agosto - Ingvald Huseklepp, ex calciatore norvegese
- 17 agosto - Henning Jensen, calciatore danese († 2017)
- 17 agosto - Jon Lane, ex danzatore su ghiaccio britannico
- 17 agosto - Isiah Robertson, giocatore di football americano statunitense († 2018)
- 17 agosto - Edgar Schneider, ex calciatore tedesco
- 17 agosto - Frank Siebeck, ex ostacolista tedesco
- 17 agosto - John van Vliet, ex cestista olandese
- 18 agosto - Rudy Hartono, ex giocatore di badminton indonesiano
- 18 agosto - Charlie Hudson, ex giocatore di baseball statunitense
- 18 agosto - Takeshi Shudō, sceneggiatore giapponese († 2010)
- 18 agosto - Windsor del Llano, ex calciatore boliviano
- 19 agosto - Heiner Baltes, ex calciatore tedesco
- 19 agosto - Barbara Enright, giocatrice di poker statunitense
- 19 agosto - Arturo Esposito, generale italiano
- 19 agosto - Aleksandr Luk'janov, ex canottiere sovietico
- 19 agosto - Giovanni Roncari, vescovo cattolico italiano
- 19 agosto - Uta Schmuck, ex nuotatrice tedesca orientale
- 19 agosto - Niwat Sisawat, calciatore thailandese († 2025)
- 20 agosto - Angelo Foletto, critico musicale, musicologo e archivista italiano
- 20 agosto - Giovanna Grignaffini, politica, storica del cinema e filosofa italiana († 2024)
- 20 agosto - Stewart Houston, allenatore di calcio e ex calciatore scozzese
- 20 agosto - Nikolaj Ivanov, canottiere sovietico († 2012)
- 20 agosto - Patrick Kilpatrick, attore statunitense
- 20 agosto - Philip Lynott, bassista, cantante e chitarrista irlandese († 1986)
- 20 agosto - Kevin Sullivan, politico statunitense
- 21 agosto - Silvana Aliotta, cantante italiana
- 21 agosto - Mariella Bocciardo, politica italiana
- 21 agosto - Loretta Devine, attrice statunitense
- 21 agosto - Keetie van Oosten-Hage, ex ciclista su strada e pistard olandese
- 21 agosto - Francisco Las Heras Risso, ex calciatore cileno
- 21 agosto - Gianni Nanfa, attore e cabarettista italiano
- 21 agosto - John Ekemenzie Okoro, vescovo vetero-cattolico nigeriano
- 21 agosto - Alberto Rodríguez Saá, politico argentino
- 21 agosto - Barbara Scaramucci, giornalista e archivista italiana
- 21 agosto - Daniel Sivan, linguista israeliano
- 21 agosto - Walt Szczerbiak, ex cestista statunitense
- 21 agosto - Norbert Thimm, ex cestista tedesco
- 21 agosto - Leonardo Treviglio, attore e poeta italiano
- 22 agosto - Cristoforo di Schleswig-Holstein, nobile tedesco († 2023)
- 22 agosto - Jarrett Durham, ex cestista, allenatore di pallacanestro e dirigente sportivo statunitense
- 22 agosto - Joseph Mwepu Ilunga, calciatore della Repubblica Democratica del Congo († 2015)
- 22 agosto - Corazon Nuñez Malanyaon, politica filippina († 2023)
- 22 agosto - Diana Nyad, nuotatrice statunitense
- 23 agosto - John Chambers, informatico e dirigente d'azienda statunitense
- 23 agosto - William Lane Craig, filosofo e teologo statunitense
- 23 agosto - Goo Kennedy, cestista statunitense († 2020)
- 23 agosto - Zoran Knežević, astronomo serbo
- 23 agosto - Vicky Léandros, cantante greca
- 23 agosto - Shelley Long, attrice e comica statunitense
- 23 agosto - Klaus Mahlamäki, ex cestista finlandese
- 23 agosto - William Michael Mulvey, vescovo cattolico statunitense
- 23 agosto - Antonio Quistelli, lottatore italiano († 1998)
- 23 agosto - Carla Romanelli, attrice italiana
- 23 agosto - Rick Springfield, cantautore, musicista e attore australiano
- 23 agosto - Leslie Van Houten, criminale statunitense
- 23 agosto - Jacques Weber, attore francese
- 24 agosto - Oleg Burlakov, imprenditore russo († 2021)
- 24 agosto - Pia Degermark, attrice svedese
- 24 agosto - Anna Fisher, ex astronauta e chimica statunitense
- 24 agosto - Bella Galil, biologa marina israeliana
- 24 agosto - Bob Holden, politico statunitense
- 24 agosto - Natal'ja Lebedeva, ex ostacolista sovietica
- 24 agosto - Paulo Guedes, economista e politico brasiliano
- 24 agosto - Diana Ossana, sceneggiatrice e produttrice cinematografica statunitense
- 24 agosto - Roberto Pereira, ex calciatore cubano
- 24 agosto - Joe Regalbuto, attore statunitense
- 24 agosto - Arnaldo Saccomani, produttore discografico, imprenditore e personaggio televisivo brasiliano († 2020)
- 24 agosto - David Zwilling, ex sciatore alpino austriaco
- 25 agosto - Martin Amis, scrittore, saggista e sceneggiatore britannico († 2023)
- 25 agosto - Christian Delachet, ex calciatore francese
- 25 agosto - Diómedes Antonio Espinal de León, vescovo cattolico dominicano
- 25 agosto - Salif Keïta, cantante maliano
- 25 agosto - Fariborz Lachini, compositore iraniano
- 25 agosto - Reinhold Mack, produttore discografico tedesco
- 25 agosto - Henry Paul, cantante e chitarrista statunitense
- 25 agosto - John Savage, attore statunitense
- 25 agosto - Gene Simmons, bassista, cantante e produttore discografico israeliano
- 25 agosto - Christine Wagner, ex cestista tedesca
- 26 agosto - Alberto Cardaccio, calciatore uruguaiano († 2015)
- 26 agosto - Cesidio Casinelli, politico italiano († 2015)
- 26 agosto - Carla Collicelli, sociologa italiana
- 26 agosto - Leon Redbone, cantautore statunitense († 2019)
- 26 agosto - Luigi Lazzari, politico italiano
- 26 agosto - Mauro Pelosi, cantautore italiano
- 26 agosto - Virginia Vallejo, scrittrice colombiana
- 27 agosto - Eduard Antoine, ex calciatore haitiano
- 27 agosto - Giuseppina Bersani, schermitrice italiana († 2023)
- 27 agosto - Jeff Cook, chitarrista e musicista statunitense († 2022)
- 27 agosto - Aureliano Estévez, calciatore spagnolo († 2012)
- 27 agosto - Miles Goodman, compositore statunitense († 1996)
- 27 agosto - Ann Murray, mezzosoprano irlandese
- 27 agosto - Serge Trinchero, ex calciatore svizzero
- 28 agosto - Marco Antonio Araujo, musicista brasiliano († 1986)
- 28 agosto - Wayne Cilento, attore, ballerino e coreografo statunitense
- 28 agosto - Charles Rocket, attore statunitense († 2005)
- 28 agosto - Hugh Cornwell, cantante e chitarrista britannico
- 28 agosto - Martin Lamble, batterista inglese († 1969)
- 28 agosto - Svetislav Pešić, allenatore di pallacanestro e ex cestista jugoslavo
- 28 agosto - Larisa Petrik, ex ginnasta sovietica
- 28 agosto - Alain Santy, ex ciclista su strada francese
- 28 agosto - Conny Torstensson, allenatore di calcio e ex calciatore svedese
- 29 agosto - Arif Alvi, politico e dentista pakistano
- 29 agosto - João Soares, politico portoghese
- 29 agosto - Geoff Capes, pesista, atleta di forza e personaggio televisivo britannico († 2024)
- 29 agosto - Donato Cascione, scrittore e poeta italiano
- 29 agosto - Vera Đurašković, ex cestista jugoslava
- 29 agosto - Wolfgang Dziony, batterista tedesco
- 29 agosto - Harold Fox, ex cestista statunitense
- 29 agosto - Edmundo González Urrutia, politico, diplomatico e politologo venezuelano
- 29 agosto - Stan Hansen, ex wrestler statunitense
- 29 agosto - Darnell Hillman, ex cestista statunitense
- 29 agosto - Angela Knösel, ex slittinista tedesca orientale
- 29 agosto - Pietro Marzano, ex tennista italiano
- 29 agosto - Beth Sullivan, produttrice televisiva statunitense
- 30 agosto - Stuart Agnew, politico britannico
- 30 agosto - Dave Bustion, ex cestista statunitense
- 30 agosto - Christopher Collins, doppiatore e attore statunitense († 1994)
- 30 agosto - Nataša Dekanová, ex cestista cecoslovacca
- 30 agosto - Guy Delparte, ex hockeista su ghiaccio canadese
- 30 agosto - Frank Hartmann, lottatore tedesco orientale († 2024)
- 30 agosto - Peter Maffay, cantante, compositore e attore rumeno
- 30 agosto - Olivier Roy, islamista e politologo francese
- 30 agosto - Brian Yuzna, sceneggiatore, produttore cinematografico e regista statunitense
- 31 agosto - Richard Gere, attore e attivista statunitense
- 31 agosto - Dirk Hamilton, musicista e cantautore statunitense
- 31 agosto - Daniel Huygens, politico belga († 2014)
- 31 agosto - Stephen McKinley Henderson, attore statunitense
- 31 agosto - David Politzer, fisico statunitense
- 31 agosto - Rick Roberts, cantante e chitarrista statunitense
- 31 agosto - Ubaldo Scanagatta, giornalista, telecronista sportivo e personaggio televisivo italiano